# Cuddie Springs
Cuddie Springs es un sitio arqueológico y paleontológico notable en la zona semiárida del norte central de Nueva Gales del Sur, Australia. Es ￼un sitio abierto, con los depósitos de fósiles preservados en una capa de arcilla en el suelo de un antiguo lago efímero. Esta capa se llena de agua después de las tormentas locales y, a menudo, tarda meses en secarse, un hecho que facilitó la supervivencia de los fósiles durante un largo período de tiempo.
El sitio proporcionó la primera asociación inequívoca de artefactos de piedra con restos fósiles de megafauna australiana. Cuddie Springs ha sido conocida como una localidad de megafauna fósil desde finales de la década de 1870, cuando se hundió un pozo en el centro de la arcilla. El Museo Australiano inició excavaciones en 1933 y, aunque se encontraron muchos huesos, no se hicieron descubrimientos arqueológicos en esa investigación inicial. Un equipo de la Universidad de Nueva Gales del Sur llevó a cabo excavaciones más extensas entre 1991 y 1996 y continuaron entre 1997 y 2009 a través de la Universidad de Sídney.

## Etimología
Se registró que la palabra 'Cuddy' en el idioma de los "Marra Blacks" significa malo. Esto se ha interpretado como una referencia a la calidad del agua que se encuentra en el lago Cuddie, que es alcalina con un pH entre 7 y 9. A pesar del nombre, Cuddie Springs es un lago efímero y no un manantial.

## Excavaciones
En el período histórico, Cuddie Springs era conocido tanto por los aborígenes como por los europeos como un sitio paleontológico. Una historia de ensueño sobre Mullyan the eaglehawk está asociada con la formación de los depósitos de huesos en el sitio, la formación de las marismas Macquarie al sur y el pozo de agua de Geera en el Río Barwon.
Los europeos se asentaron por primera vez en el área alrededor de Cuddie Springs en la década de 1830. En 1876 se hundió un pozo en medio de la capa de arcilla, cuya superestructura en desuso todavía estaba presente en la década de 1920. Durante el hundimiento del pozo en la década de 1870, se recuperaron varios huesos fosilizados grandes y se enviaron al Museo Australiano, algunos de los cuales se enviaron más tarde a Richard Owen, quien identificó los fósiles como pertenecientes a diferentes géneros de Diprotodon, Euowenia, Nototherium, Genyornis, varios Macropodidae, Megalania y al menos un género de cocodrilo, Pallimnarchus.
Aunque se recuperó una variedad de material paleontológico del sitio, no se identificó material arqueológico en la excavación de 1933. Las excavaciones a gran escala en el sitio se reiniciaron en 1991 después de que las excavaciones diseñadas para probar la posibilidad de conservación del polen en el sitio descubrieran una alta concentración de huesos y una densa capa de artefactos de piedra en talla lítica, lo que indica que el sitio tenía potencial arqueológico y paleontológico.
Las principales excavaciones arqueológicas se realizaron entre 1996 y 2009. La mayoría del material excavado se almacena actualmente en el Museo Australiano y ha aparecido en importantes exposiciones.